# Rau rút
Rau nhút hoặc rau rút (danh pháp hai phần: Neptunia oleracea) là loài thực vật có hoa trong họ Đậu. Loài này được João de Loureiro miêu tả khoa học đầu tiên năm 1790.

## Mô tả
Các mô khí (mô dẫn khí xốp màu trắng tạo ra sức nổi của thân cây trên mặt nước) sinh ra trên các đoạn thân cây nổi trên mặt nước, nhưng không hình thành trên các đoạn thân cây mọc trên cạn. Loài này nói chung mọc cao tới 15 cm (6 inch), nhưng thân lan rộng trên mặt nước tới 90–150 cm (3–5 ft). Thân cây được che phủ bằng các lá hình lông chim kép (2 lần lông chim) nhỏ, giống như lá trinh nữ rất nhạy cảm và khép lại khi bị tiếp xúc. Các đoạn lá chính có 8-40 lá chét nhỏ thuôn dài mọc thành các cặp đối diện. Các hoa nhỏ màu vàng ánh lục mọc dày dặc thành cụm hoa hình cầu mượt như lông tơ, nở vào mùa hè. Quả là các quả đậu dẹp (dài 2,5–5 cm). Các thân cây nổi trên mặt nước thường tạo ra các thảm lá dày và bị coi là thực vật thủy sinh xâm hại tại một số nơi trong vùng nhiệt đới, nơi các thảm lá lớn có thể làm tắc dòng chảy, làm giảm chất lượng nước, giảm hoạt động của cá cũng như kìm hãm phát triển hay làm mất đi một số loài thực vật bản địa vùng ngập nước.

## Môi trường sống
Chủ yếu tìm thấy ở dạng mọc bò trong vùng đất ẩm ướt gần các vùng nước hoặc nổi trên mặt nước trong những vùng nước chảy tương đối chậm. Môi trường sống bản địa của Neptunia oleracea là không rõ, nhưng một số tác giả cho rằng nó là bản địa khu vực từ Mexico tới miền bắc Nam Mỹ. Ngày nay nó phổ biến rộng tại châu Phi, châu Á (nhiệt đới), Mexico và Nam Mỹ.

## Sử dụng

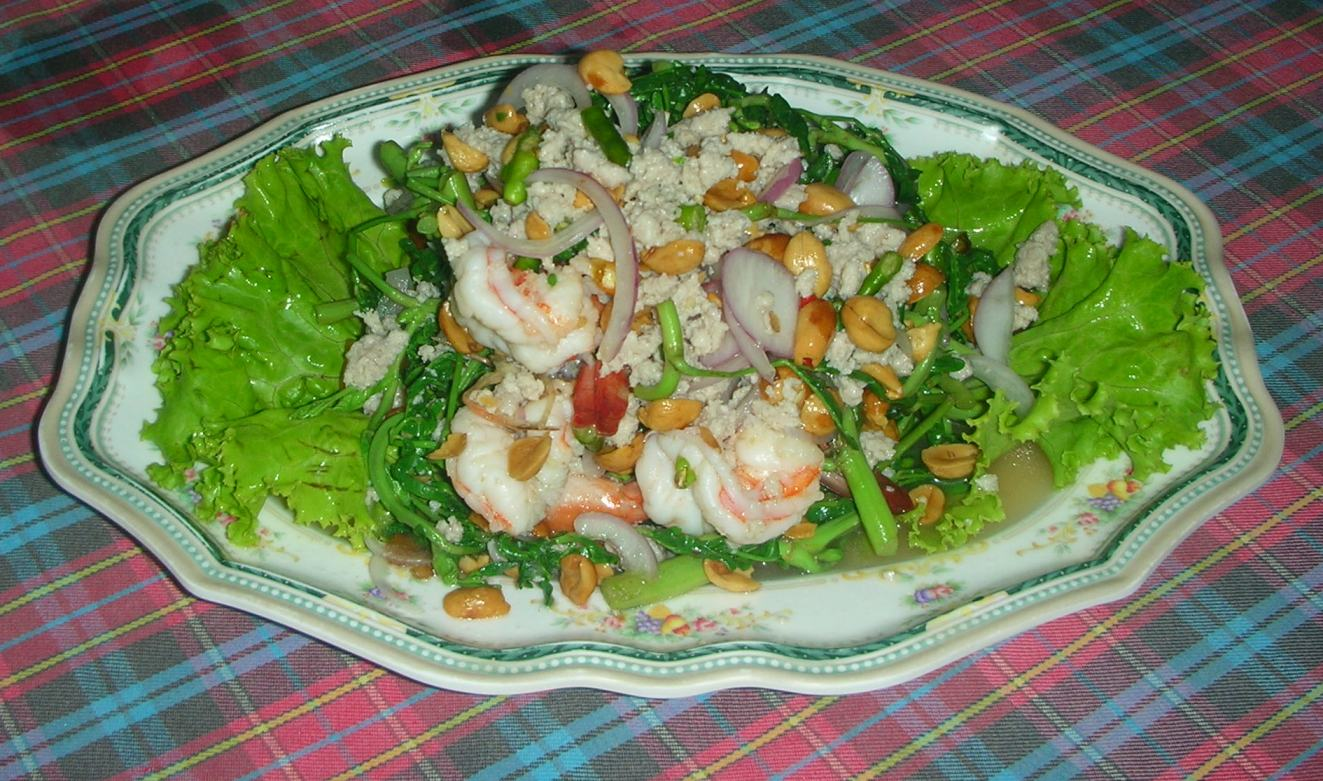
Yam phak krachet, món salad Thái từ rau rút.

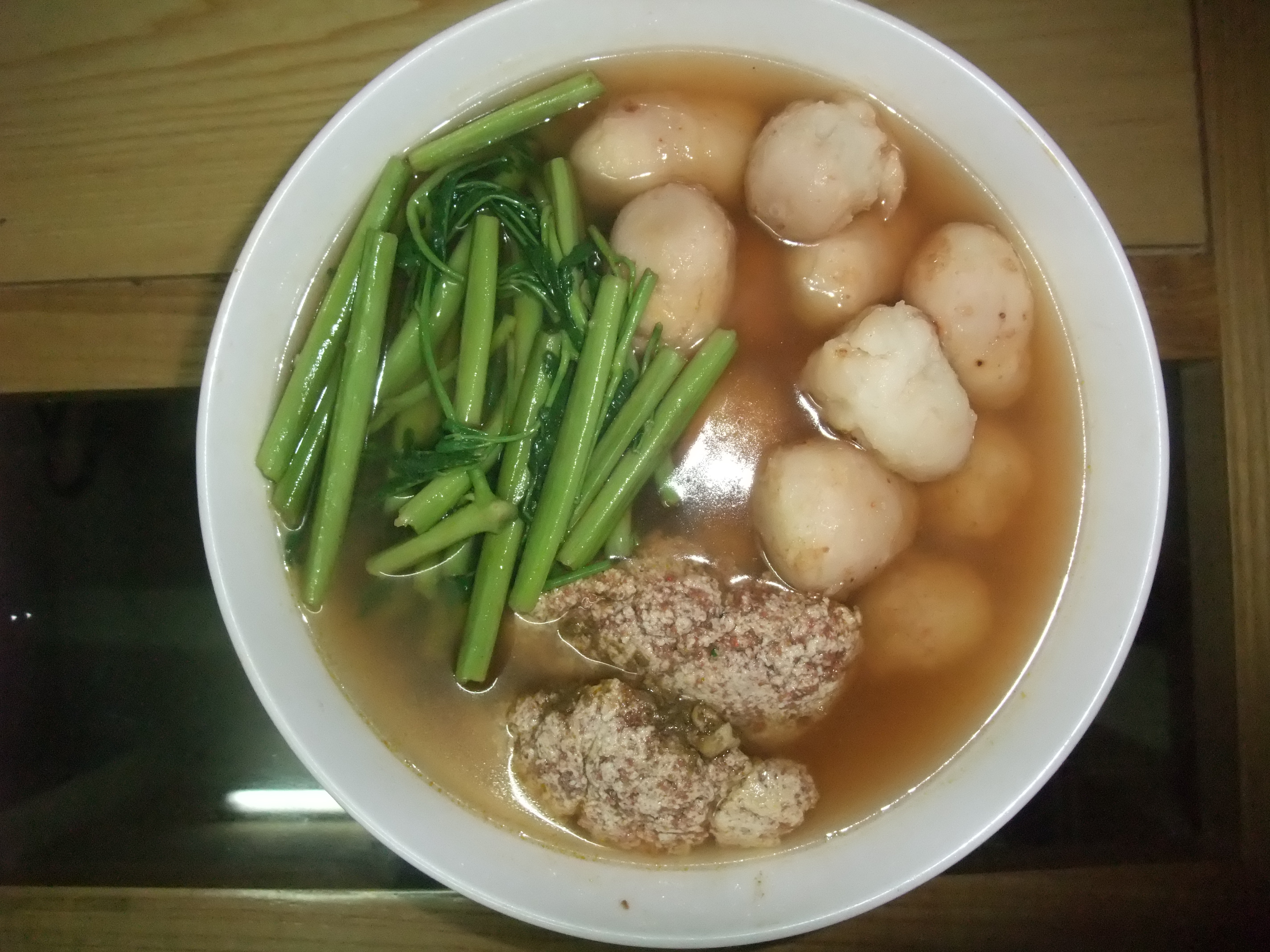
Món canh cua nấu với khoai sọ và rau rút trong ẩm thực Việt Nam

### Ẩm thực
Loài này giàu calci, vitamin A, C, niacin và vì thế được trồng để làm rau ăn tại Đông Nam Á (lá và thân non có mùi vị tương tự như bắp cải). Thân non và quả ăn được và thường được ăn như là rau tươi tại Thái Lan và Campuchia. Lá non, thân non và quả non được chế biến thành các món xào và cà ri, như kaeng som trong ẩm thực Thái Lan.

### Y học
Một vài tác dụng trong y học dân gian Ấn Độ là chống viêm dạ dày, viêm tai, táo bón, lậu mủ, giang mai, đi tiểu buốt, tiêu chảy, chết hoại mũi và vòm miệng, bệnh giun sán v.v.

### Xử lý nước
Rau rút có khả năng tích lũy một số kim loại nặng như chì, đồng, cadmi, kẽm (chủ yếu trong rễ) và làm giảm nhu cầu oxy sinh học (BOD), nhu cầu oxy hóa học (COD) của nước, nhưng vì thế có thể là không an toàn khi sử dụng nó làm rau ăn do sự tích tụ các kim loại nặng trong cơ thể. Người ta cũng xác định nó là nguồn lây truyền sán bã trầu (Fasciolopsis buski).

## Tên gọi
- Tiếng Khmer: Kanchait
- Tiếng Meitei Ekai Thabi
- Tiếng Thái: Phak runon (ผักรู้นอน) hoặc phak krachet (ผักกระเฉด), phát âm "phak kachēt".[8]
- Tiếng Việt: Rau nhút, rau rút.
- Tiếng Sinhala: දිය නිදිකුම්බා
- Tiếng Tamil: Cuṇṭi, Nīrc-cuṇṭi (Madras Tamil Lexicon, Tamil Dictionary, Winslow). Tên gọi Cuṇṭi bắt nguồn từ sự nhạy cảm với tiếp xúc của nó; Cuṇṭu: sờ nhẹ bằng tay hay ngón tay, Dravidian Etymological Dictionary, 2663)

## Hình ảnh

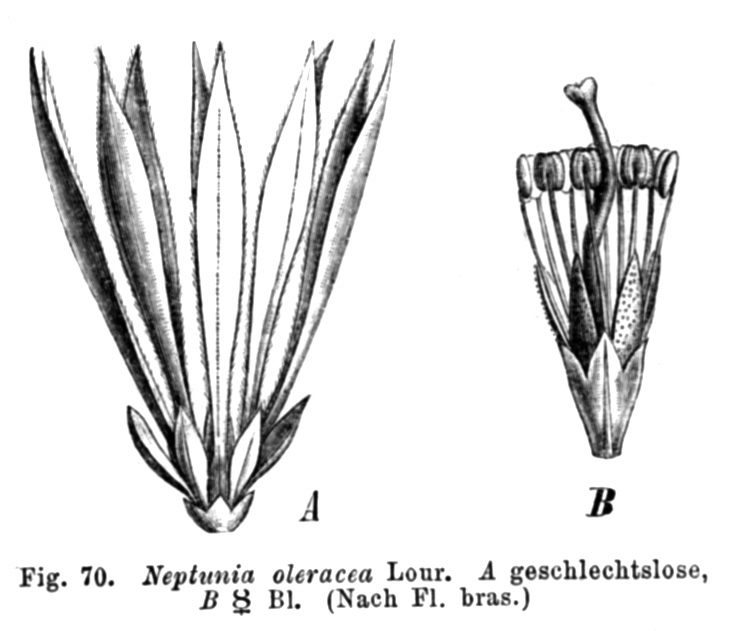
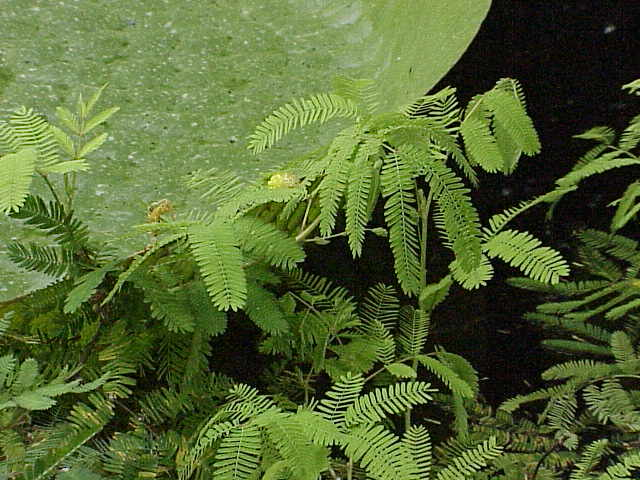
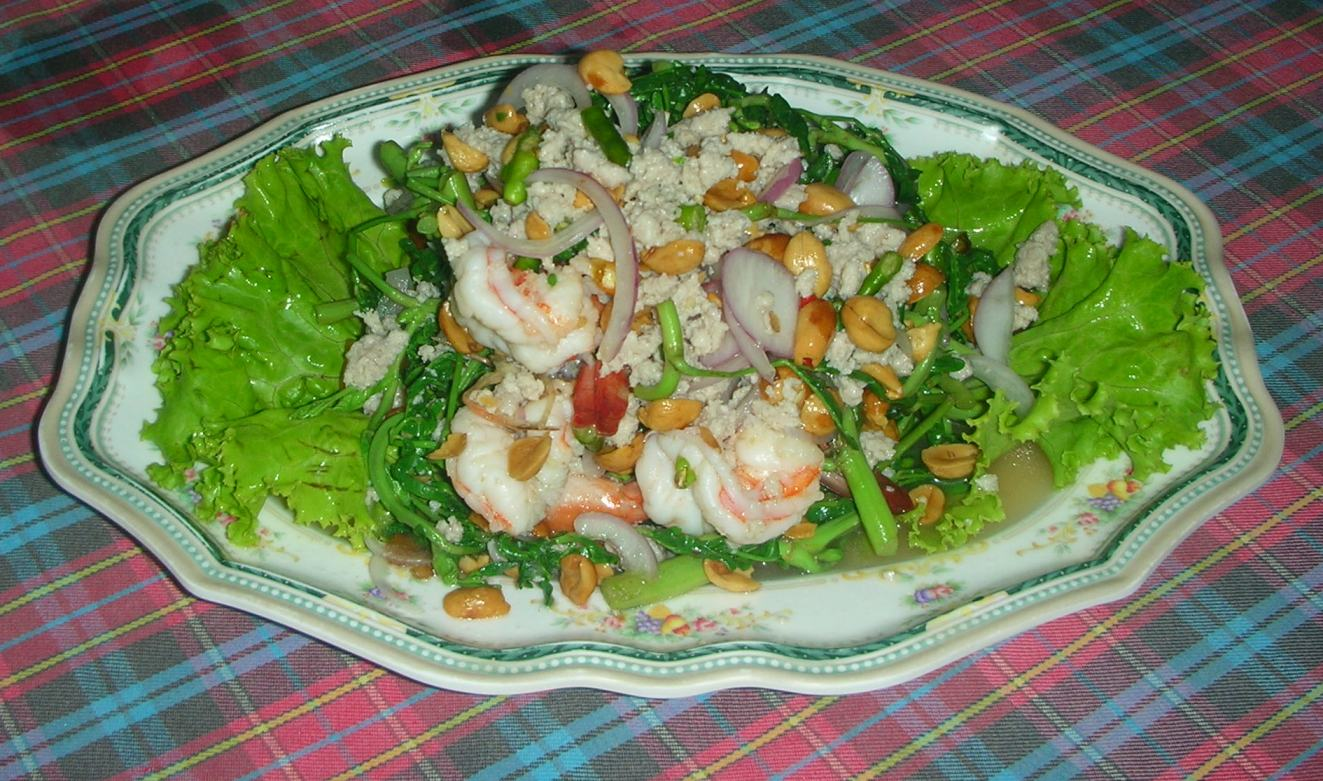
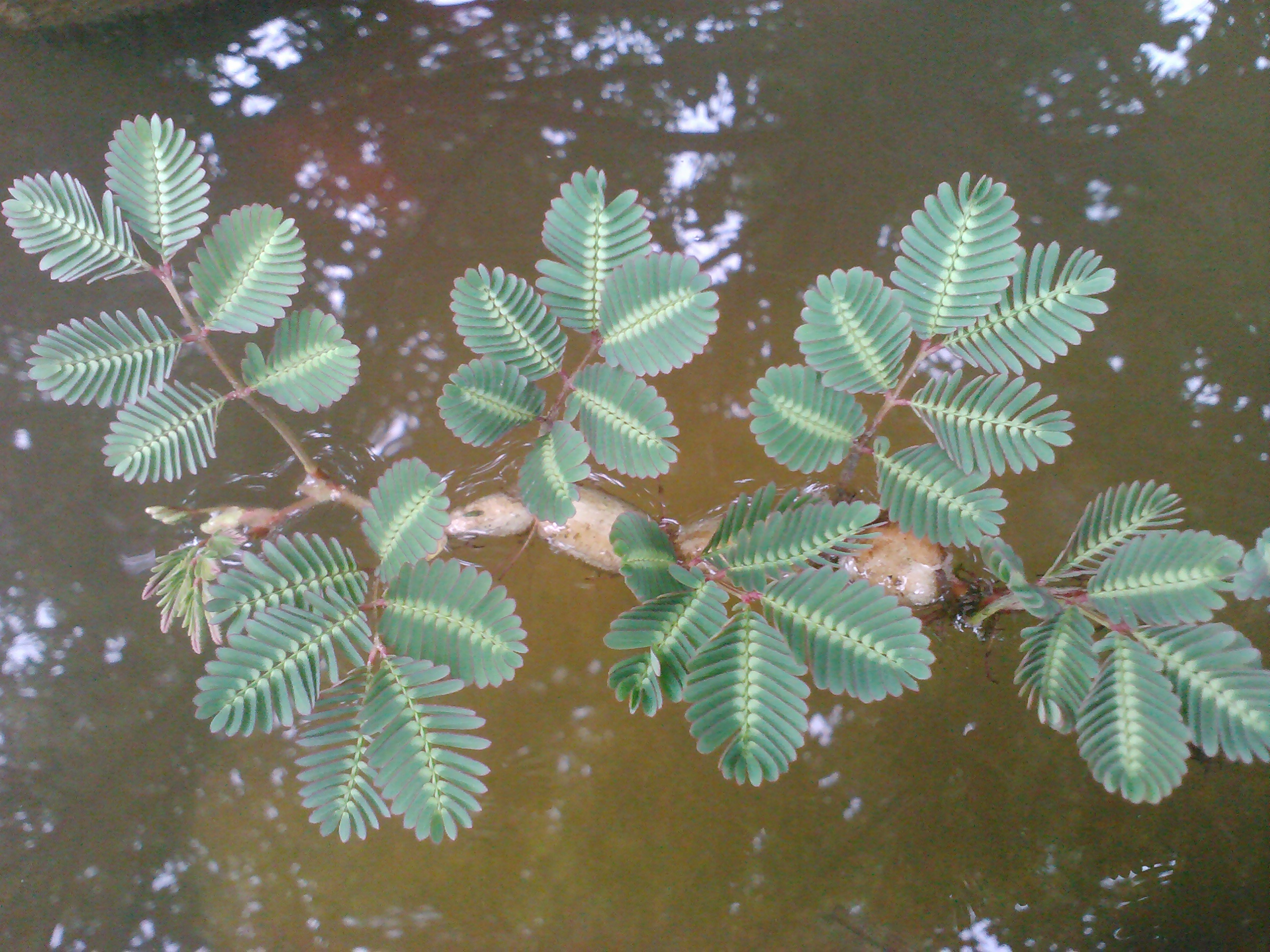